# Anna Strohsahl

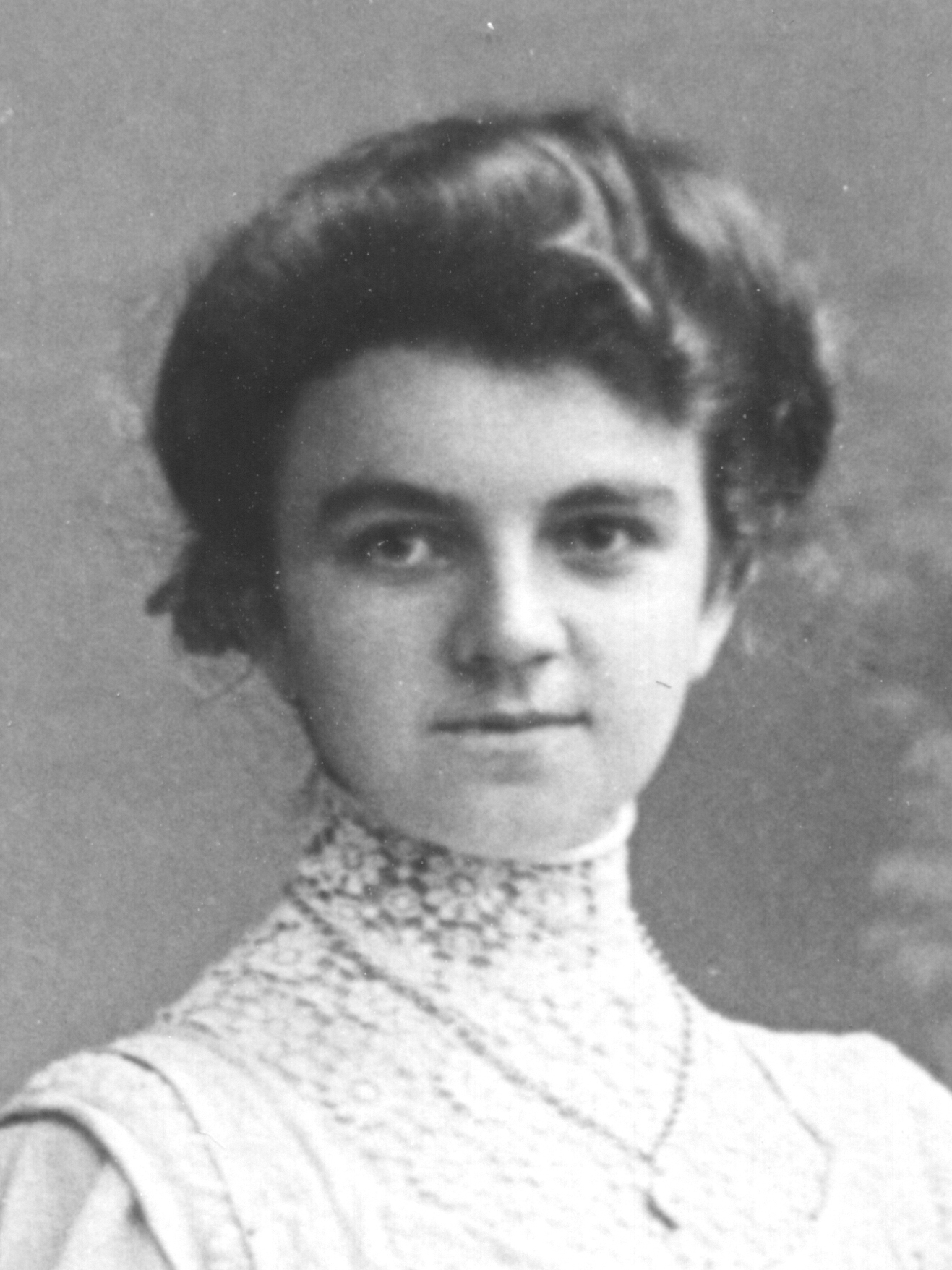
Anna Strohsahl, ca. 1905

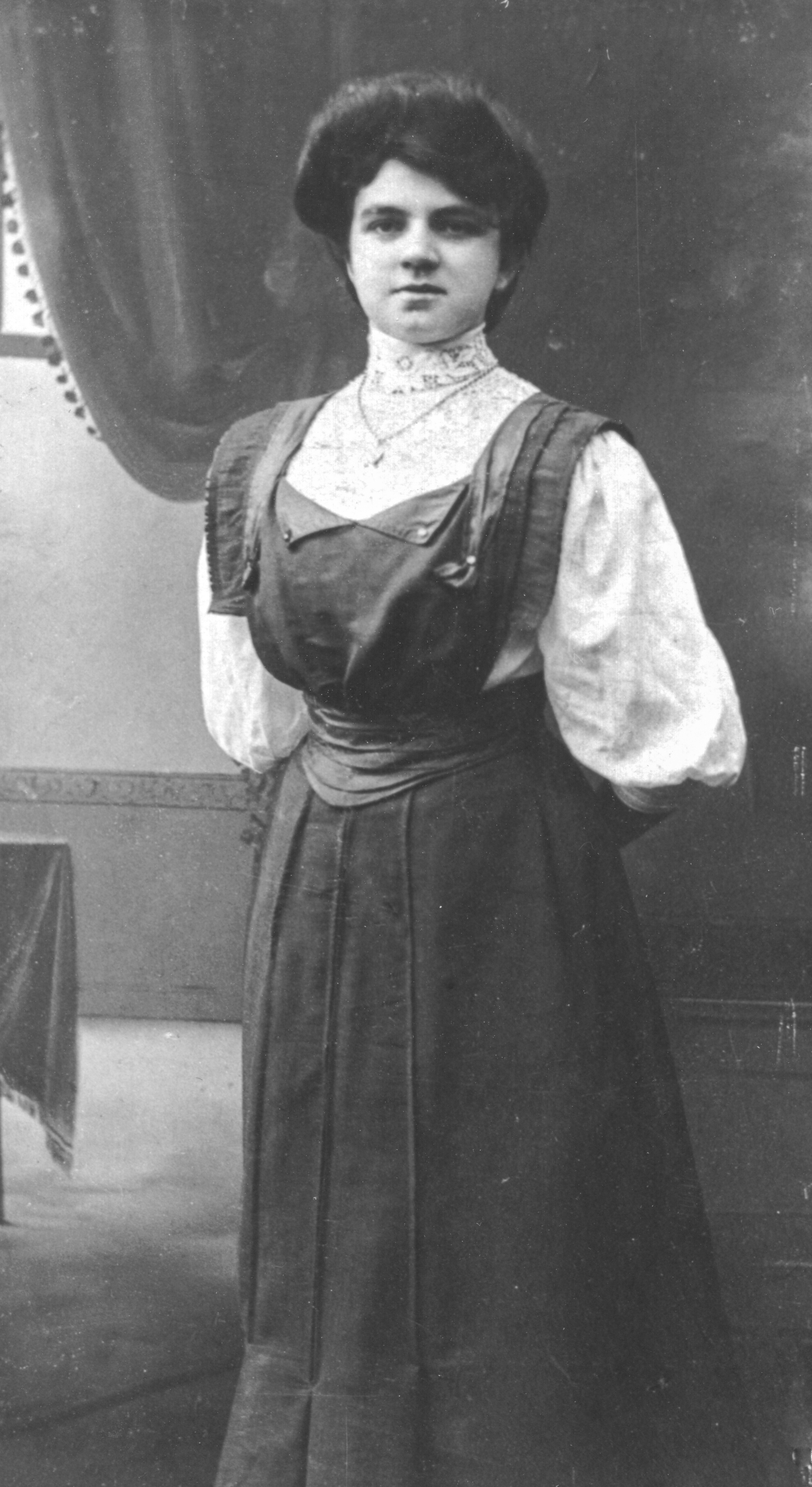
Anna Strohsahl, ca. 1905

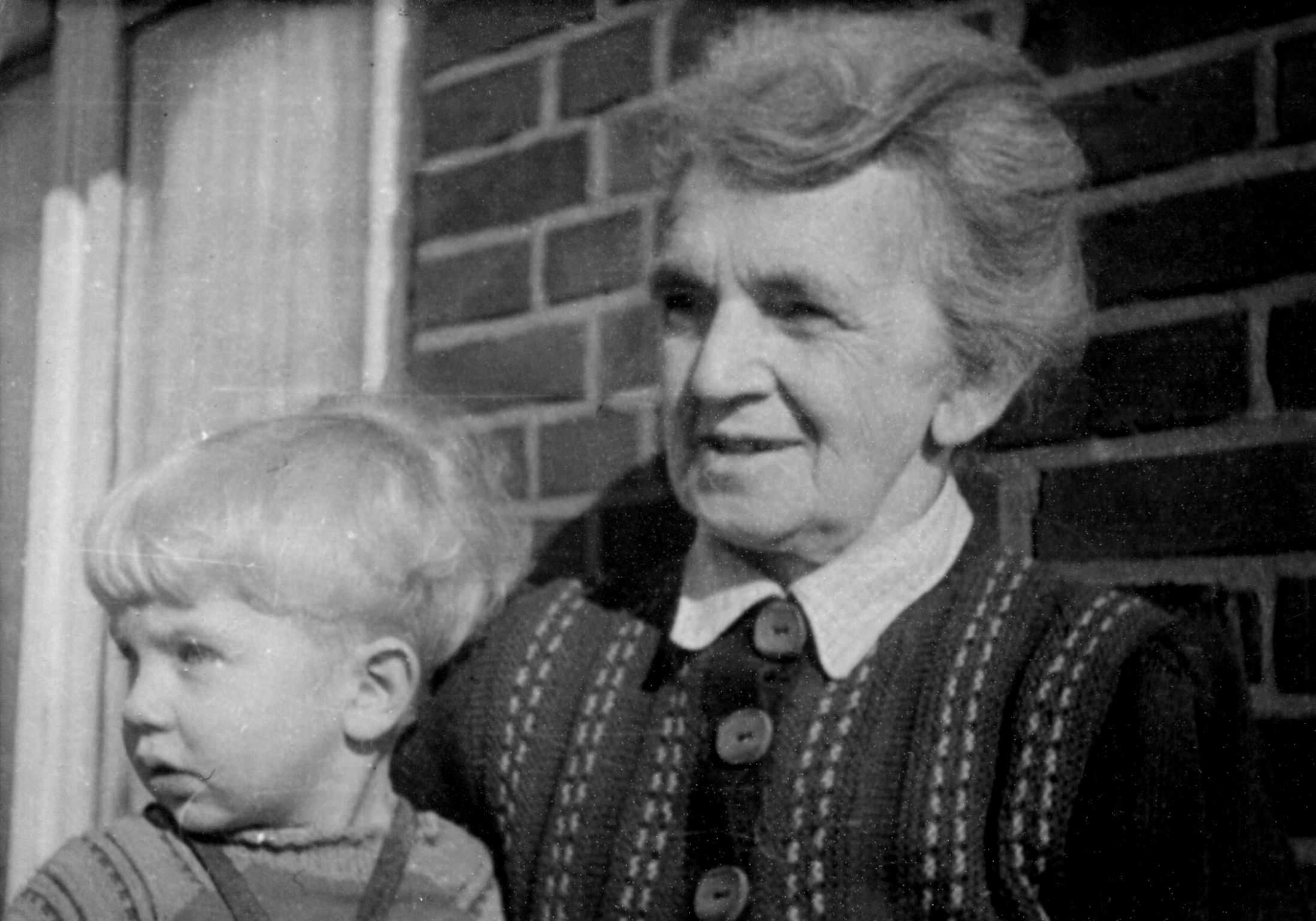
Anna Strohsahl 1950 mit Enkel Götz Strömsdörfer

Anna Emilie Strohsahl, geb. Franze (* 2. Oktober 1885 in Seifhennersdorf; † 1. Januar 1953 in Cuxhaven), war eine deutsche Politikerin (SPD) und die erste Ratsfrau im Cuxhavener Stadtparlament. Aus Protest gegen die Machtübernahme der Nationalsozialisten verließ sie im Mai 1933 mit der gesamten SPD-Fraktion den Rat.

## Leben
Anna Franze kam als Tochter des Maurers Ernst Wilhelm Franze und der Weberin Christiane Auguste Franze am 2. Oktober 1885 in Seifhennersdorf in der Oberlausitz zur Welt. Ohne höhere Schul- oder Berufsausbildung arbeitete sie zunächst als Hausmädchen in Zittau, Bayern und Hamburg, bevor sie 1907 nach Cuxhaven kam. Am 3. Juli 1914 heiratete sie den Buchdrucker John Eduard Strohsahl. Aus der Ehe gingen die Töchter Ruth (1915), Erika (1917) und Sonja (1927, starb kurz nach der Geburt) hervor.

## Politische Anfänge
Anna Strohsahls politisches Engagement begann nach dem Ersten Weltkrieg. Ihr Mann war Redakteur der sozialdemokratischen Zeitung Alte Liebe, für die sie später ebenfalls Beiträge schrieb. Zusammen mit anderen Sozialdemokratinnen gründete sie am 23. April 1920 die Cuxhavener Frauengruppe der SPD, deren 1. Vorsitzende sie am 2. Juni 1921 wurde.

## Bürgervertretung und Rat
Anna Strohsahl wurde bei der Stadtvertreterwahl am 2. März 1924 in die Cuxhavener Bürgervertretung gewählt. Damit waren sie und Olga Geerken (DDP) die einzigen Frauen des Gremiums. Anna Strohsahl wurde in den Schulvorstand, den Fortbildungsschulausschuss und in das Wohlfahrtsamt gewählt. Sie engagierte sich für die Schulausbildung von Arbeiterkindern und die Unterstützung von Rentnern, Arbeitslosen und Obdachlosen. Im gleichen Jahr wurde sie zur Delegierten im Bezirksfürsorgeverband bestimmt, 1925 folgte die Wahl in das Wohnungsamt. Im Frühjahr 1927 verließ sie die Bürgervertretung, wurde aber am 23. Oktober 1927 als einzige Frau erneut gewählt. Erneut wurde sie in den Bezirksfürsorgeverband gewählt. Anna Strohsahl forderte mehr politisches Engagement der Frauen. In einem Artikel schrieb sie: „Auch die weiblichen Wähler müssen es sich angewöhnen, die Tätigkeit der Vertreter in den Parlamenten zu verfolgen.“ Nach der Stadtvertreterwahl am 19. Oktober 1930 zog sie wieder als einzige Frau in die Bürgervertretung ein. In der Sitzung am 31. Oktober 1930 wurde sie zur ersten und einzigen Ratsfrau im Cuxhavener Stadtparlament gewählt. Sie wurde als Vertreterin ins Jugendamt gewählt. Als der Rat 1931 „Reinmachefrauen in den Schulen, deren Männer ein auskömmliches Einkommen haben“ als „Doppelverdiener“ entließ, erklärte sich Anna Strohsahl als einziges Ratsmitglied gegen die Entlassung. Am 3. September 1931 trat sie aus der evangelisch-lutherischen Kirche aus.

## Politische Arbeit nach dem 30. Januar 1933
Nach der Machtergreifung der Nationalsozialisten wurde die Arbeit der Cuxhavener Sozialdemokraten erschwert. Mit der Begründung, Rat und Stadtvertretung entsprächen „in ihrer Zusammensetzung nicht mehr dem Willen der Bevölkerung“, beurlaubte die NSDAP den gewählten Bürgermeister Werner Grube (DVP), der nun von Baurat Schätzler (NSDAP) kommissarisch vertreten wurde. Am 9. Mai 1933 wurden die Ratsmitglieder der SPD aus sämtlichen Ausschuss-Vorsitzen entfernt. Anna Strohsahl erklärte daraufhin, dass es „wohl nicht der Sinn der Gleichschaltung sei, die Linke, die 4000 Wähler vertrete, ganz von der Mitarbeit auszuschließen“. Der Rat beschloss am 19. Mai 1933, die Aufwandsentschädigung von 50 Reichsmark zukünftig nur noch Ratsmännern zu zahlen, die ein Ressort leiten. In der Sitzung der Stadtvertreter erklärte Ratsmann Morisse, dass man auf die Mitarbeit der Sozialdemokraten keinen Wert mehr lege: „Sie haben hier weiter nichts zu tun als sich zu schämen und zu schweigen.“ Daraufhin verließen Anna Strohsahl und die gesamte SPD-Fraktion die Stadtvertretung. Nach dem Verbot der SPD am 22. Juni 1933 endete ihre politische Arbeit vorerst. Auch die persönliche Situation der Familie Strohsahl verschlechterte sich, Schikane-Kontrollen durch die Nationalsozialisten häuften sich. Die Oberschulbehörde Hamburg änderte nachträglich die bestandene Abitur-Prüfung ihrer Tochter Ruth von „gut“ in „mangelhaft“, woraufhin diese nach England floh. Seit dem Verbot der „Alten Liebe“ am 16. März 1933 war John Strohsahl arbeitslos. Anna Strohsahl ernährte die Familie bis Ende des Zweiten Weltkriegs als Haushaltshilfe und Näherin.

## Nachkriegszeit und Tod
Am 22. November 1945 beauftragte die britische Militärregierung Anna Strohsahl und 29 andere unbelastete Stadtvertreter, die Leitung Cuxhavens bis zu den freien Wahlen am 13. Oktober 1946 zu übernehmen. Wieder engagierte sie sich im Wohlfahrtsamt, im Schulausschuss sowie ab Juni 1946 im Bau- und Wohnungsausschuss. Am 29. Oktober 1948 wurde Anna Strohsahl formal entnazifiziert. Durch lange Krankheit war eine politische Arbeit nach 1946 nicht mehr möglich. Am 1. Januar 1953 starb Anna Strohsahl.